# 新疆军阀
新疆軍閥是中華民國大陸時期統治新疆省的軍閥派系，亦是民国军阀中最特別的一個派系，其領袖全為來自外省漢族，亦因地理因素未曾參與其他派系的混戰，主要專注於應付省內內戰。北洋政府主政時期，省長楊增新奉行「認廟不認神」的孤立主義，遠離軍閥混戰；盛世才當權以後，新疆省達到前所未有的割據程度，其不掛國民政府中央的青天白日滿地紅旗而掛盛個人的六角星旗，完全由新疆民眾反帝聯合會執政並掌控大小軍政事務，國民黨政府對新疆無任何權威，新疆自治當局與蘇聯進行外交往來，形同獨立，後因盛氏與斯大林交惡而被蘇聯放棄，其失勢下野後，新疆的多年割據才得以結束。

## 歷史

### 杨增新主政时期
在1911年的辛亥革命期間，清政府任命的地方官袁大化等人逃離迪化（今烏魯木齊）。由楊增新率領的雲南人平定了哥老会在新疆发动的叛亂，隨後楊增新被擁立為新疆省都督，总揽大权。中華民國大總統袁世凱也認可楊增新的實權地位。洪宪帝制時，楊增新也是為數不多的支持袁世凱稱帝的地方实权人物；他清除了新疆軍隊中同情蔡鍔領導護國運動的軍官。袁世凱死後，他认同其后的各届北洋政府，无论哪派军阀入主北京，杨增新都一概认之，有人说他这是“认庙不认神”的策略，这种孤立主義和中立政策，使新疆遠離中國其他地區所經歷的動盪。
对内，杨增新清除可能对自己造成威胁的军政人士，先后下令处死喀什噶尔长官马福兴、绞杀民变领袖铁木尔·尼牙孜，以此震慑异己势力；对待沙俄和白俄进入新疆的势力，杨增新在收编为“归化军”的同时严加防范，并积极联络新生的苏俄红军予以剿灭。杨增新在治理上强调“保守主义”，以羁縻之策笼络人心，以铁腕政策排除威胁，既驱逐来自土耳其和中亚等国的泛伊斯兰宗教势力，也拦截中國內地的国民革命宣传。他在該地區擁有絕對的權力，並將電台的鑰匙一直隨身攜帶。楊增新常常親自查閱新疆報章的每一條报道，並禁止他所不喜的内容。
回民馬福興和馬紹武也是該派系成員，他們在楊增新手下有軍政職位。楊增新運用「以回制回」的策略，使得講漢語的回民和突厥語穆斯林「纏回」互相牽制，確保新疆的穩定。他還是新疆漢族統治者中少數懂一些察合台語（維吾爾語前身）的人，并一再督促各县知事学习维吾尔语，否则“不惟难以联络地方之感情，洞达人民之隐屈”。
楊增新的副手，軍務廳長、外交署長樊耀南曾在日本留學。他被黎元洪任為新疆駐外武官後來到新疆，樊耀南非常不喜歡楊增新的愚民政策，並試圖將更多的進步思想引入該地。黎元洪希望樊耀南最終殺死楊增新，接替他擔任新疆省長。為了獲得更高的職位，樊耀南抓緊時間準備行刺。1928年7月7日，也就是楊增新宣布承認南京國民政府並改旗易幟的數日後，樊耀南在新疆政法學院（新疆大學前身）的一次宴會上槍殺了楊增新。出席宴會的人除了中國官員還有蘇聯總領事及其夫人，總領事夫婦得以逃脫。

### 金树仁治下的纷扰
楊增新遇刺後，其下屬的公署政務廳廳長金樹仁殺死了樊耀南一夥。之後他自任省主席，並很快得到了國民黨政府的認可。金樹仁執政期間任人唯親，用家鄉甘肅河州的漢族官員取代新疆當地官員，他的很多同鄉都被安插進新疆任職。他嚴密控制該省，對占新疆人口多數的穆斯林奉行高壓政策，禁止其朝覲。并一改杨增新的“弱兵政策”，积极扩军备战，新疆财政日益困难。為籌措經費濫印鈔票，造成高通貨膨脹，百姓苦不堪言。金树仁垄断贸易，买官卖官，甚至设立“土药局”公開种植鸦片來聚斂錢財，新疆政局日益混乱，對其統治的不滿也逐漸增長。1931年因所謂「改土歸流」，哈密地區開始反抗金樹仁。隨後出身馬家軍的甘肅馬仲英也率軍入新，战火遍及全疆，分离主义的東突厥斯坦伊斯蘭共和國在和田地區宣告成立，同時这些组织也互相對抗。

### 盛世才掌权后的自治
1933年4月12日，新疆省城迪化市（今烏魯木齊）爆發軍事政變，史稱「新疆四·一二政變」，時任新疆省政府主席兼邊防督辦金樹仁被逐出迪化，出逃塔城。4月14日，手握兵權的盛世才率部進入迪化，依靠武力繼任臨時督辦。
1933年6月和9月南京國民政府先後派黃慕松（參謀本部次長）、羅文榦（司法部長、外交部長）等人視察新疆，並任命刘文龙为临时主席，后又认可为主席。盛世才很快就软禁刘文龙，迫其辞职，改以年老多病的朱瑞墀为代理主席。次年朱瑞墀病故，盛世才又推李溶为主席，自己仍然掌握实权。盛世才為取得蘇聯援助一方面實行「反帝親蘇」路線，但同時表態保障新疆為中國領土。
1934年4月，盛世才公佈了新疆政府的新政治綱領“八大宣言”，取消了原“十大綱領”。6月，盛世才以新疆省政府名義，未經國民政府核准私自與蘇聯簽定《新苏租借条约》（系租借新疆锡矿条约，亦称《锡矿协定》），向蘇新貿易公司借款，國府不予承認。11月，盛世才又提出九項新任務，以反帝反法西斯，永久維持中蘇親善政策為主。此後，他成立新疆民众反帝联合会，並陸續提出六大政策，為此，盛世才專門寫了《六大政策教程》一書，設製了六角星旗。他並向蘇聯駐迪化總領事阿布列索夫提出在新疆實行社會主義，並將其推行到甘肅和陝西，此事為蘇聯政府勸阻。此後，其主政期間更在蘇聯支持下於1937年擊敗馬虎山，終將新疆變為蘇聯事实上的保護國和中國共產黨員的庇护所。1940年李溶病逝，盛世才继任主席。
1941年，蘇聯遭到納粹德國閃擊，盛世才估計形勢認為蘇聯即將滅亡，於是再度轉向改投國府中央。12月，盛世才透過中國駐蘇聯武官郭德全轉達與國民政府進一步改善關係的意願，同意重新加入國民黨、驅逐蘇聯顧問並處決共產黨員。
1942年6月，盛世才邀請國府翁文灝（經濟部長）、朱紹良（第八戰區）共同商討新疆「獨山子油鑛」問題。會後雙方達成協議。7月，蘇聯察覺盛世才歸順國府中央後以駐華大使潘友新向國府「揭發盛世才的罪行」，形容其為中蘇友好關係的障礙。國民政府軍事委員會參謀總長何應欽擬訂「收復新疆主權方略」，經蔣中正審核後決定採行；國民政府將一面安撫盛世才，一面遏止蘇聯分裂中國的舉動，設法收復新疆。10月，國民政府向蘇聯提出「除外交人員外，其他蘇聯顧問、礦場人員、蘇聯部隊均需在三個月內撤離新疆省」。盛世才開始組建10萬人的遊擊隊並在迪化挖掘地下掩體，表達支持國民政府與蘇軍一戰的決心。蘇聯則改為開始於阿山行政區扶植反盛親蘇的阿爾泰哈薩克復興委員會（其領袖烏斯滿終於1944年3月起義）。
1943年，盛世才加入中國國民黨，並表示“矢志擁護中央，盡忠黨國，絕對服從領袖”。隨後，盛世才取消了六大政策，六角星旗亦換為國民政府的青天白日旗。
1944年初，鑑於蘇聯開始反攻德國而國軍在豫湘桂會戰失利，盛世才評估局勢認為國府將會戰敗，因而企圖再次投靠蘇聯。斯大林拒絕了他的要求，並把其電報轉給了蔣介石。蔣介石終於8月29日將其罷黜下野，調離新疆另任農林部長，並由朱紹良代理新疆省主席。至9月11日，盛世才離開新疆到重慶赴任。

## 经济
由于新疆军阀地理位置远离中央政府，與沿海地區贸易路途遙遠並需经过许多其他勢力，因此其不得不在經濟上重度依赖鄰國苏联，而苏联也很乐意利用新疆来确保自己的边界之安全，为此，苏联投资和援助了新疆的许多经济產業，包括石油及棉花等。在盛世才的请求下，1934-1937年苏联向新疆派遣大量顾问、专家、技术人员和联共党员，苏联出资帮助新疆修筑公路，开发资源并建立现代工业。苏联顾问还帮助新疆建立并统一了财政预决算制度，制定经济发展计划，恢复了金融秩序。至30年代末，苏联总计向盛氏政权贷款831.5万金卢布。
新疆独山子油矿（今克拉玛依）是中国最早发现和开发的油气田之一，最先于1939年由盛世才政府和苏联政府口头约定合作开发，在新疆当局与苏联合营期间取得了不错进展。在双方关系破裂后，苏联改与国民政府开始合办独山子油矿谈判，几个月后以失败告终。

## 对外关系
相较于西藏来说，西藏是俄罗斯帝国和大英帝国的必争之地，然而新疆的地理位置却没有如此的重要，因此并没有爆发如同“大博弈”式的外交斗争。直到苏联成立和盛世才掌权后，新疆对于莫斯科的重要性才开始显现。

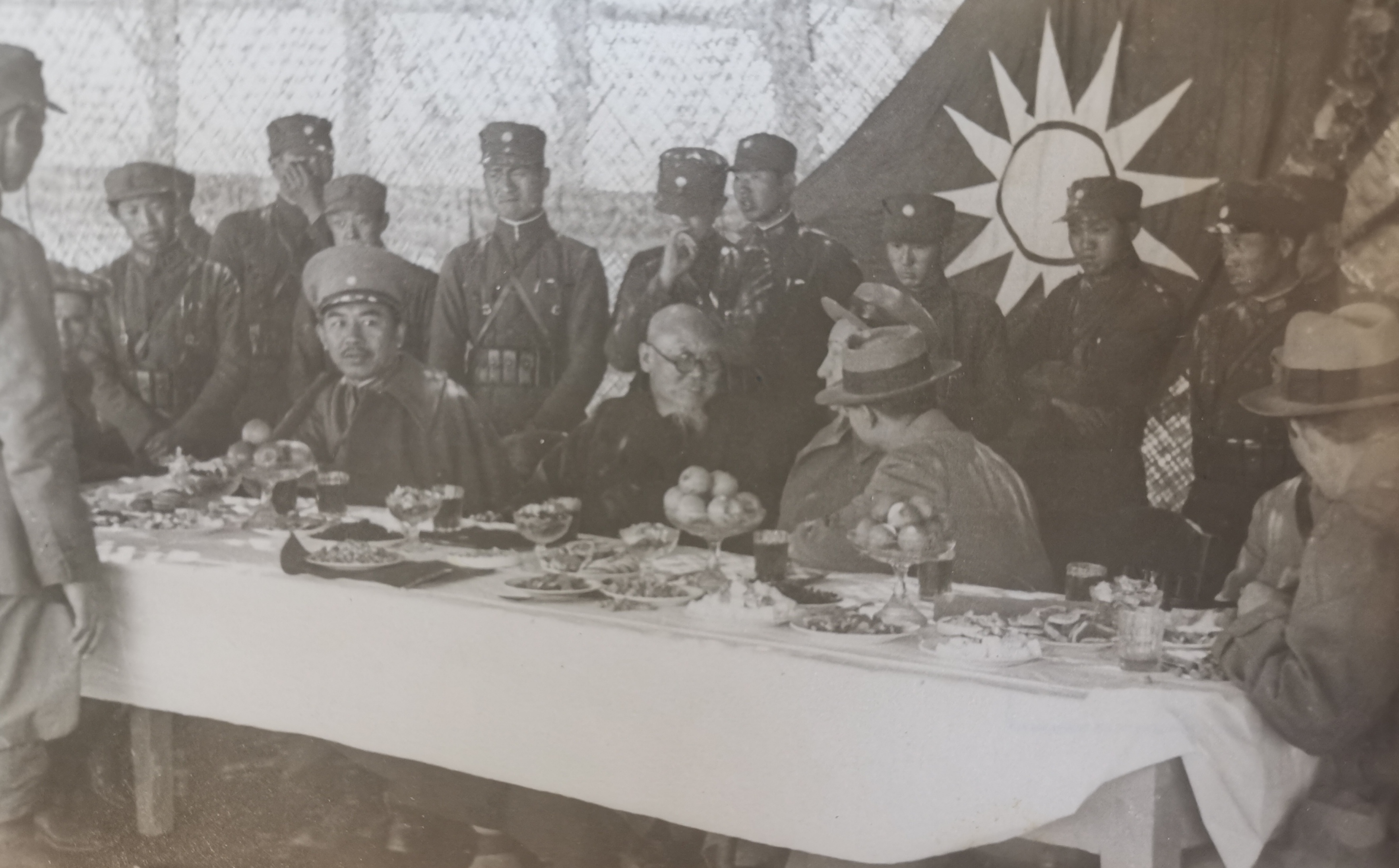
盛世才和苏联总领事格利金·阿布列索夫在1935年的一次会议上

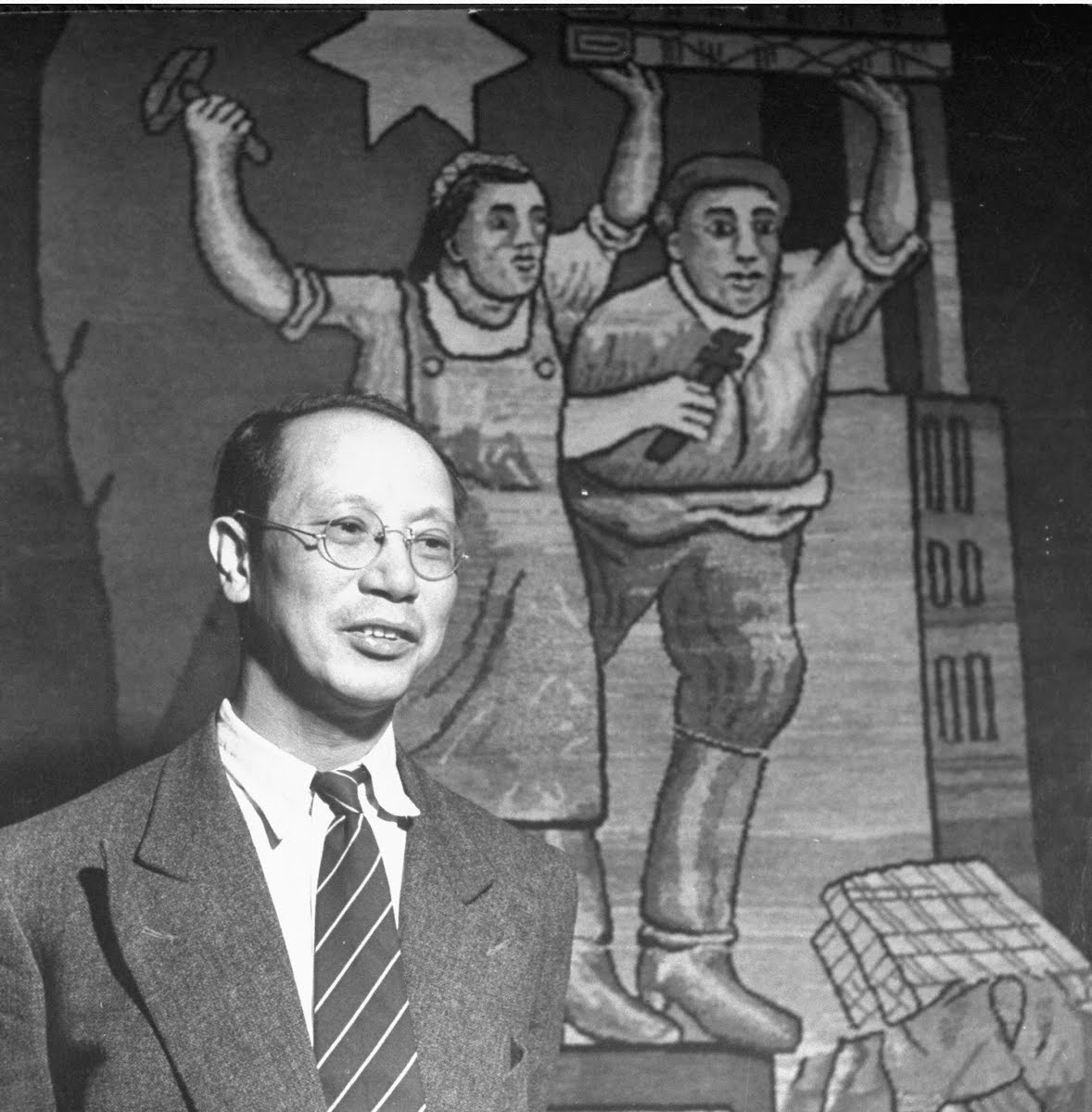
盛世才投靠國民黨後，1943年任新疆建设厅长的林继庸，次年因盛世才試圖再次投靠蘇聯而被羅織罪名（背景即自治時期新疆所使用的六星旗和類似於蘇聯的勞工宣傳畫）

1931-1933年新疆因金树仁的暴虐统治引发的动乱，不仅使苏新贸易关系受到严重影响，而且对苏联中亚共和国的社会政治稳定也产生了不良影响。1933年4月8日，苏联《东方真理报》发表题为《英日在中国西部角逐》的长文，指出“新疆无论是继续动乱还是形成一个独立国或几个分裂政权，都将成为帝国主义武力攻击苏联的基地”。尽管英、日、德在新势力范围根本无法与苏联相抗衡，苏联通过报纸的极力渲染，为下一步直接干涉新疆政局制造舆论。苏方最初“准备联合张培元攻击盛世才”，但是张培元因受国民政府外交部长罗文干之策动而与苏联结怨；苏方又找到喀什行政长马绍武合作，马绍武也对苏联人表示“届时你们将在这里得到日本在满洲所拥有的一切”，但南疆因英国势力过大，苏联势力无法介入而作罢。此时率军入侵新疆的马仲英和盛世才都向苏联申请援助，但他国民党三十六师师长的头衔及其与日本勾结的传闻，使苏联对他不大放心。盛世才为了取得苏联的信任，自称是马克思主义者，使苏联对他产生了好感；新疆“四一二”政变后不久，盛世才公开表示承认苏联与金树仁政权签订的《新苏临时通商协定》，并愿意在此基础上进一步发展双边关系。1933年8月3日，苏共中央政治局下达对新疆工作的指示：“必给新疆地方政府以积极的支持，以粉碎马仲英和其它回人的队伍”。此后苏联全力帮助盛世才政权击败新疆各地的敌对势力，使盛氏坐稳了“新疆王”的宝座，双方全面的政治经济军事同盟关系也在不断升温。苏联进一步支持盛世才亲苏政权，并使新疆为苏联国家利益服务。1933-1936年，盛在苏联驻新疆官员帮助下，逐步提出了以反帝亲苏为中心内容的六大政策，将其作为自己的施政纲领。盛苏同盟关系直至1941年苏德战争爆发后，因盛氏背弃苏联而出现裂痕。1942年3月，盛世才借自己的弟弟盛世骐被杀，捏造“阴谋暴动案”嫁祸给苏联人员，并投靠国民政府，双方关系最终破裂。

### 书目
- . Unesco. 1992: 390. ISBN 9789231039850.
- Wood, Frances. . University of California Press. 2002: 224. ISBN 9780520243408.
- Starr, Stephen. . Taylor & Francis. 2015: 71. ISBN 9781317451372.